# Портрет невідомого (Шевченко)
Портрет невідомого — портрет роботи Тараса Шевченка виконаний ним аквареллю на бристольському картоні у Санкт-Петербурзі. На звороті внизу олівцем напис: Рисунокъ Т. Шевченк[о]. Датується на підставі порівняння з акварельними портретами Шевченка 1837—1838 роками. Розмір 23,7 × 17,6.
Картина зберігається в Національному музеї Тараса Шевченка. Попередні місця збереження: збірка С. Боткіна, Державний російський музей (Санкт-Петербург), Інститут Тараса Шевченка (Харків), Галерея картин Т. Г. Шевченка.